# Regula Benedicti

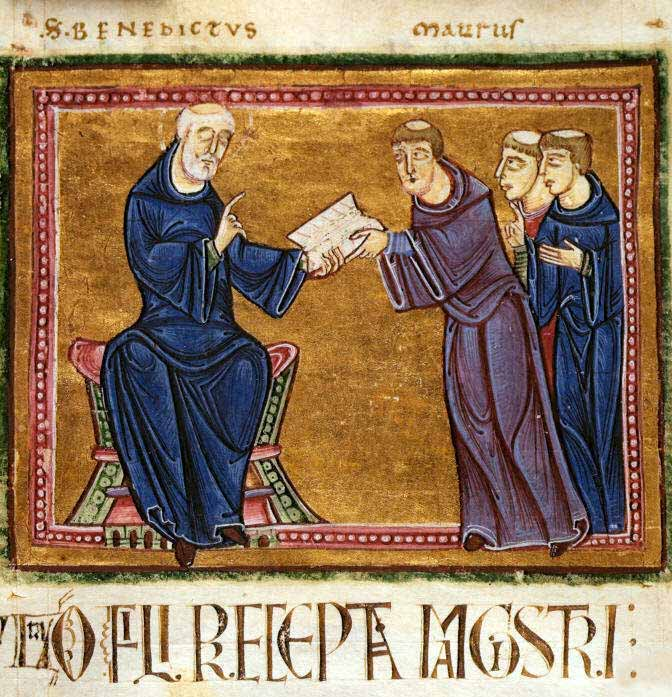
Der hl. Benedikt übergibt seine Regel an den hl. Maurus und andere Mönche; frz. Miniatur aus einem Manuskript der Regula Benedicti, Abtei Saint-Gilles, 1129

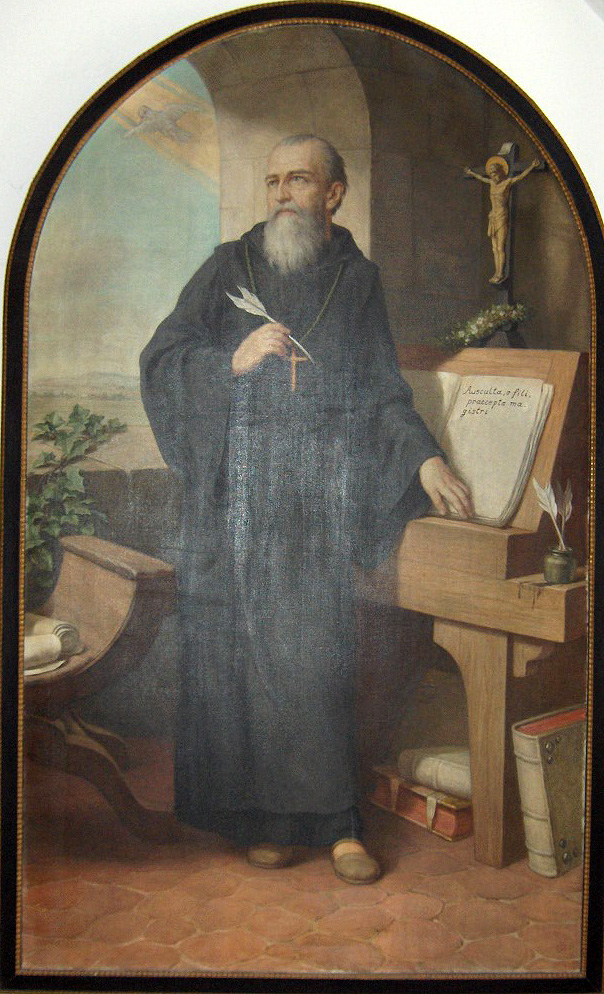
Der hl. Benedikt schreibt seine Regel, Hermann Nigg (1926)

Die Benediktsregel oder Benediktinerregel, auch Benediktusregel (lat. Regula Benedicti [RB]), ist ein von Benedikt von Nursia verfasstes Klosterregularium, das er für das von ihm gegründete Gemeinschaftskloster Monte Cassino in Mittelitalien aufstellte. Seit ihrer Abfassung im Übergang von der Spätantike zum Frühmittelalter (um 540) ist sie die Grundlage des Ordens der Benediktiner (Ordo Sancti Benedicti, OSB).

## Geschichte und Inhalt
Vorbild war die sogenannte Magisterregel (Regula Magistri), neben der auch Einflüsse der Augustinusregel erkennbar sind. Die Benediktsregel (RB) versteht sich als Anleitung für Anfänger im klösterlichen Leben und empfiehlt als Ergänzung für Fortgeschrittene die Regel des heiligen Basilius von Caesarea. Die RB besteht aus einem Prolog und 73 Kapiteln.
- Der Prolog und die Kapitel 1 bis 3 umfassen Grundlegendes zum Mönchsleben.
- Die Kapitel 4 bis 7 befassen sich mit monastischen Tugenden wie Gehorsam, Schweigen und Demut.
- Die Kapitel 8 bis 20 treffen Anordnungen zum opus Dei, dem Gottesdienst.
- Die Kapitel 21 bis 30 klären Strafen für Verstöße gegen die Regel.
- Die Kapitel 31 bis 57 beschreiben Klosterverwaltung, Arbeit, Versorgung der Mönche, Gastfreundschaft und Handwerk.
- Die Kapitel 58 bis 66 regeln die Aufnahme von Novizen, die Rangordnung in der Gemeinschaft, die Einsetzung von Prior und Abt und die Aufgaben des Pförtners. Gemäß Kapitel 58 umfasst das Ordensgelübde die Versprechen von Beständigkeit (Stabilitas loci, das heißt Bindung an ein bestimmtes Kloster), klösterlichem Lebenswandel und Gehorsam.
- Die Kapitel 67 bis 72 widmen sich dem Umgang der Brüder untereinander.
- Kapitel 73 ist ein Epilog.

Die RB war ursprünglich wohl als Handreichung für die Bewohner von Benedikts eigenem Kloster auf dem Monte Cassino gedacht. Das Dokument war nach der Zerstörung des Klosters 577 für einige Jahrzehnte nicht nachweisbar, tauchte dann aber in Gallien auf, wo am Konzil von Autun (um 670) die weitflächige Übernahme der RB in allen Klöstern bestimmt wurde. Sie sollte insbesondere die Regel des iro-schottischen Mönchs Columban (der Jüngere) ablösen, die in Luxeuil galt und durch die intensive iroschottische Mission weite Verbreitung fand. Die RB verbreitete sich immer mehr in Europa; manche Klöster verwendeten freilich mehrere, etwa die RB und die Columbanregel gleichzeitig.
743 wurde die RB als für alle Klöster im Frankenreich maßgebliche Regel vorgeschrieben. Benedikt von Aniane gab 816 der RB eine einheitliche Fassung. In dieser Form wurde die RB mit Unterstützung Kaiser Ludwigs des Frommen, des Sohnes und Nachfolgers Karls des Großen, aufgrund der Beschlüsse der Synoden von Aachen (816–819) zunächst im Frankenreich und dann im gesamten Abendland zur bestimmenden Mönchsregel.
Als Ergänzung zur Regel entstanden im Laufe der Zeit so genannte Consuetudines („Gewohnheiten“). Diese galten für einzelne Klöster oder ganze Klosterverbände. Trotz der einheitlichen Ordnung waren somit auch lokale Besonderheiten möglich.
Nicht nur die Benediktiner und Benediktinerinnen leben nach der Regel. Auch die Mitglieder der Zisterzienser- und Trappistenorden verwenden sie, ebenso die Kamaldulenser und eine große Anzahl anderer. Die Regel hat einen weitreichenden Einfluss auf das gesamte abendländische Mönchtum ausgeübt.
Die im Kapitel 48 der RB vorgeschriebene Bibellektüre kann als wegweisend für die Entwicklung mittelalterlicher Klosterbibliotheken gesehen werden. Durch das regelmäßige Bibelstudium ergab sich implizit eine Verpflichtung der Klöster zur Bereitstellung von Büchern in ihren Bibliotheken.

## Literatur

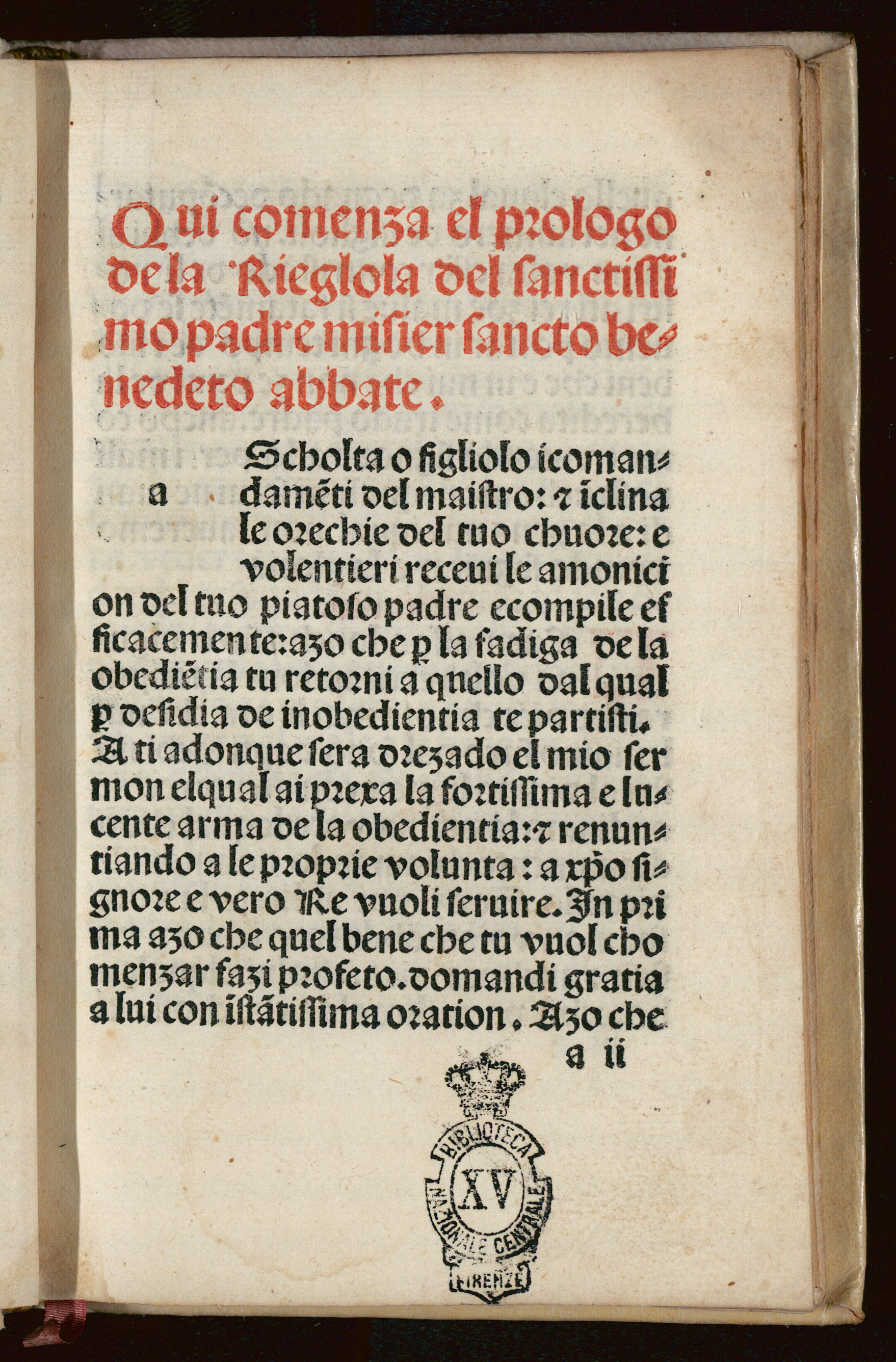
Frühdruck auf Italienisch (1495)

### Textausgaben und Übersetzungen
- Sancti Benedicti Regula monasteriorum. Ed. critico-practicam adornavit Cuthbertus Butler. 3. Auflage. Herder, Freiburg im Breisgau 1935.
- Die Benediktus-Regel: lateinisch-deutsch. Hrsg. von Basilius Steidle. Beuroner Kunstverlag, Beuron 2. Auflage 1975; 4. Auflage ebenda 1980, ISBN 3-87071-023-3.
- Benedicti regula (= Corpus Scriptorum Ecclesiasticorum Latinorum. Bd. 75). Ed. von Rudolf Hanslik. Verlag der österreichischen Akademie der Wissenschaften, Wien 1960.
- Die Benediktusregel (lateinisch/deutsch). Hrsg. im Auftrag der Salzburger Äbtekonferenz. Beuroner Kunstverlag, Beuron 1992, 2. Auflage 1996, 3. Auflage 2001, 5., überarb. Auflage 2006, ISBN 978-3-87071-141-2.
- RB 1980. The Rule of St. Benedict, in Latin and English with notes. Ed. Timothy Fry. Collegeville, Minn. 1981.
- Die Benediktsregel, lateinisch/deutsch, mit der Übersetzung der Salzburger Äbtekonferenz. Hrsg. von P. Ulrich Faust OSB, Reclam, Stuttgart 2009.
- Die Regel des heiligen Benedikt. Hrsg. im Auftrag der Salzburger Äbtekonferenz. Beuroner Kunstverlag, Beuron 3. Auflage 2011, 5. Auflage 2019, ISBN 978-3-87071-142-9.
- Die Benediktsregel. Übersetzt von Gernot Krapinger. Herausgegeben von Ulrich Faust. Reclam, Stuttgart 2018.

### Kommentare
- Georg Holzherr: Die Benediktsregel. Eine Anleitung zu christlichem Leben. Paulusverlag, Freiburg/Schweiz 7., überarbeitete Auflage 2007.
- Michaela Puzicha, Johannes Gartner: Quellen und Texte zur Benediktusregel. EOS Verlag, St. Ottilien 2007.
- Michaela Puzicha: Kommentar zur Benediktusregel. EOS Verlag 2002, zweite Auflage 2015, ISBN 978-3-8306-7732-1.
- Elmar Salmann (Hrsg.): Die Regel Benedikts als fremder Gast. Vier Lesarten. EOS-Verlag, St. Ottilien 2023, ISBN 978-3-8306-8188-5.
- Basilius Steidle: Die Regel St. Benedikts. Eingeleitet, übersetzt und aus dem alten Mönchtum erklärt. Beuroner Kunstverlag, Beuron 1952.
- Adalbert de Vogüé: Die Regula Benedicti. Theologisch-spiritueller Kommentar (= Regulae Benedicti studia. Supplementa 16), Gerstenberg Verlag, Hildesheim 1983 (franz. Originaltitel: La règle de Saint Benoît).